# ميغيل أنخيل بيكورارو
ميغيل أنخيل بيكورارو (بالإسبانية: Miguel Ángel Pecoraro)‏ هو لاعب كرة قدم أرجنتيني في مركز الدفاع، ولد في 1948 في روساريو في الأرجنتين. لعب مع نادي بالستينو.